# 브로시스
브로시스(Bro'Sis)는 독일의 R&B 음악 그룹이다.

## 디스코그래피
- Never Forget (Where You Come From) (2002)
- Days of Our Lives (2003)
- Showtime (2004)